# Янина, Ольга
Ольга Яни́на (нем. Olga Janina, также Ольга фон Янина, нем. Olga von Janina, настоящая фамилия Зелиньская, пол. Zielińska, по первому мужу Пясецкая, пол. Piasecka, по второму мужу Сезано́, фр. Cezano, по третьему мужу Вюлье, фр. Olga Vulliet; 17 мая 1845, Львов — 1914?, Париж) — австрийская пианистка польского происхождения. Дочь Людвика Зелиньского, сестра Владислава и Ярослава Зелиньских.

## Ранняя биография
В детстве училась у Вилема Блодека, в 1853—1855 гг. домашнего учителя музыки Зелиньских. В 1863 г. вышла замуж за Кароля Пясецкого из шляхетского рода Пясецких герба Янина. Брак оказался неудачным, однако Ольга Пясецка взяла себе в качестве псевдонима название герба своего мужа. В 1865 г. в сопровождении матери отправилась в Париж, где на протяжении года брала уроки фортепианной игры у Анри Герца и дебютировала на концертной сцене, эффектно исполнив фантазию своего учителя на темы «Африканки» Мейербера. В 1866 г., вернувшись во Львов, продолжила образование под руководством Кароля Микули. В 1869 г. прибыла в Рим для занятий у Ференца Листа, сразу продемонстрировав эксцентричный нрав: 24-летняя пианистка носила мужской костюм, курила сигары, употребляла опиум, держала при себе пистолет, называла себя «козацкой графиней» и, обгрызая ногти до крови, оставляла кровавые пятна на клавишах.

## Отношения с Ференцем Листом
Осенью 1870 г. по приглашению Листа приняла участие в Бетховенском фестивале в Веймаре. Затем попыталась начать концертную карьеру сначала в России, а после в США, куда прибыла вместе с копией «Технических упражнений» Листа для передачи их издателю Юлиусу Шуберту, однако полученную от Шуберта тысячу долларов истратила, а третий том и вовсе потеряла. Вернувшись в Европу, в ноябре 1871 г. нашла Листа в Будапеште и угрожала застрелить его, а после отравиться. После этого отправилась в Париж, где выступала с концертами из произведений Листа и с лекциями о нём. В 1874 г. под псевдонимом Роберт Франц, избранным для того, чтобы задеть ещё и близкого к Листу композитора Франца, опубликовала роман «Воспоминания одной козачки» (фр. Souvenirs d'une cosaque), представляющий историю её отношений с Листом, фигурирующим в книге как «аббат X», как историю страстной взаимной любви. В том же году анонимно издала второй роман, «Воспоминания одного пианиста» (фр. Souvenirs d'un pianiste), будто бы ответ Листа на первую книгу. В 1875 г. последовали ещё две книги, приписанные Сильвии Дзорелли (итал. Sylvia Zorelli), вымышленной приятельнице героини первых двух книг, — «Амуры одной козачки» (фр. Les Amours d'une cosaque, par un ami de l'Abbé "X") и «Роман пианиста и козачки» (фр. Le Roman du pianiste et de la cosaque). Наконец, в 1876 г. вышли «Письма одного оригинала» (фр. Lettres d’un excentrique), вновь за подписью Роберта Франца. Многочисленные биографические подробности из жизни Ольги Зелиньской, рассказанные в этих книгах, носят совершенно фантастический характер: утверждается, например, что во время её обучения в Киевской консерватории (ещё не открывшейся к тому времени) юная пианистка держала при себе ручного тигра и ей пришлось покинуть консерваторию, когда этот тигр загрыз одного из её руководителей. Все эти книги, пользовавшиеся довольно широкой популярностью, доставили немало неприятностей Листу и его ближайшему окружению; тем не менее, по воспоминаниям ученицы Листа Лины Шмальгаузен, уже в 1886 году Лист говорил: «Она не была плохой, просто неуравновешенной. И, по моему мнению, она была определённо талантлива».

## Дальнейшая жизнь
В 1881 г. Ольга Янина вышла замуж за поэта и журналиста Поля Сезано и поселилась с ним в Швейцарии в городке Ланси. В последующие четыре года она довольно много концертировала в Швейцарии, выступала также в Марселе, Лондоне, Берлине и Лейпциге — в последнем случае представленная как русская пианистка Ольга Львовна Сезано (по отзыву критики, «не достигающая высот Есиповой, но также весьма неплохая пианистка, чья техника заслуживает уважения»). В 1886 г. вместе с Карлом Анри Рихтером (1852—1905) основала Женевскую музыкальную академию, в рекламных целях пригласила Ганса фон Бюлова провести в ней мастер-класс. Годом позже ушла из академии, объявив об открытии собственной Высшей школы фортепиано и гармонии (фр. Ecole supérieure de piano et d’harmonie). После смерти Сезано (1887) вновь вышла замуж за швейцарского гинеколога, профессора Женевского университета Франсуа Вюлье. Продолжала спорадически выступать — в частности, 12 июня 1891 г. дала концерт в Лондоне (по мнению обозревателя Musical Times, оказалась «исполнительницей не более чем среднего калибра, хотя, по слухам, пользующейся солидной репутацией на континенте», — впрочем, другие рецензенты были благосклоннее). 5 мая 1894 г. дала в Париже концерт, целиком посвящённый произведениям Иоганнеса Брамса (участвовал также квартет Армана Парана); Юг Имбер с восторгом отозвался о «мужском темпераменте» пианистки. После смерти мужа в 1896 году поселилась на юге Франции.

## Память
По мнению Я. И. Мильштейна, об Ольге Янине и её мифотворчестве «быть может, не следовало бы и упоминать в серьёзных исследованиях о Листе», а те авторы, которые поступают иначе, действуют «чаще всего из соображений сенсационного порядка, столь свойственных определённому типу современной буржуазной биографической литературы». Книга «Амуры одной козачки» была переиздана в 1987 г. под названием «Амуры Листа и козачки» (фр. Les Amours de Liszt et de la Cosaque), снова в качестве мистификации (автором книги был указан Антон Кнепп — якобы священник, исповедовавший Листа перед смертью). «Письма одного оригинала» переизданы уже в 2017 г.